# بوتسدام

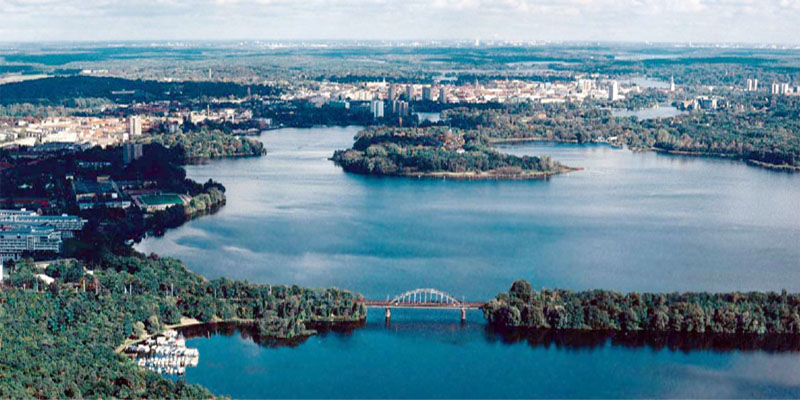
مظهر عام لمدينة بوتسدام

بوتسدام عاصمة ولاية براندنبورغ الفيدرالية في ألمانيا. تقع على نهر هافل، في المنطقة الجنوبية الغربية من برلين. هي جزء من المنطقة الحضرية لبرلين / براندنبورغ.
بوتسدام معروفة بوصفها محل الإقامة السابق لملوك بروسيا حتى 1918. تعرض المدينة سلسلة من البحيرات المترابطة والمناظر الطبيعية الثقافية الفريدة، بشكل خاص المتنزهات وقصور سانسوسي، وهي مواقع الميراث العالمي الأكبر في ألمانيا.
تعد منطقة بوتسدام بابلسبيرغ إحدى المراكز الرائدة أيضاً في إنتاج الأفلام الأوروبية. فيلمستوديو بابلسبيرغ (Filmstudio Babelsberg) تحمل قيمة تاريخية هامّة كإستوديو الفليم الأوسع نطاقا والأقدم في العالم.
تطورت المدينة لتصبح مركزا للعلوم في ألمانيا، ابتداءً من القرن التاسع عشر. واليوم هناك 3 كليّات عامّة وأكثر من 30 معهد بحث في بوتسدام.

## الطراز المعماري
تشتهر بوتسدام بالطراز المعماري الهولندي فيها. فإن الحي الهولندي في بوتسدام والذي بُني بالفترة بين سنتي (1734 - 1742) من أكثر المعالم التاريخية جلباً للسياح وأهل المدينة على حدٍّ سواء. ويتكون الحي من حوالي 134 بيت مبني على الطراز الهولندي. والتي تنتصب فيها المنازل المبنية من الطوب الأحمر في منتصف المدينة، وتزين واجهاتها نوافذ خشبية ذات لون أبيض. هذا الطراز المعماري يعطي نموذجا فريدا للتقاليد المعمارية الهولندية.
بالنسبة للسياح يبقى الحي الهولندي محبباً دوماً ويحظى بشعبية كبيرة. كما أنه يستقطب كل عام خلال الاحتفالات الثقافية أكثر من عشرة آلاف سائح.

## صور

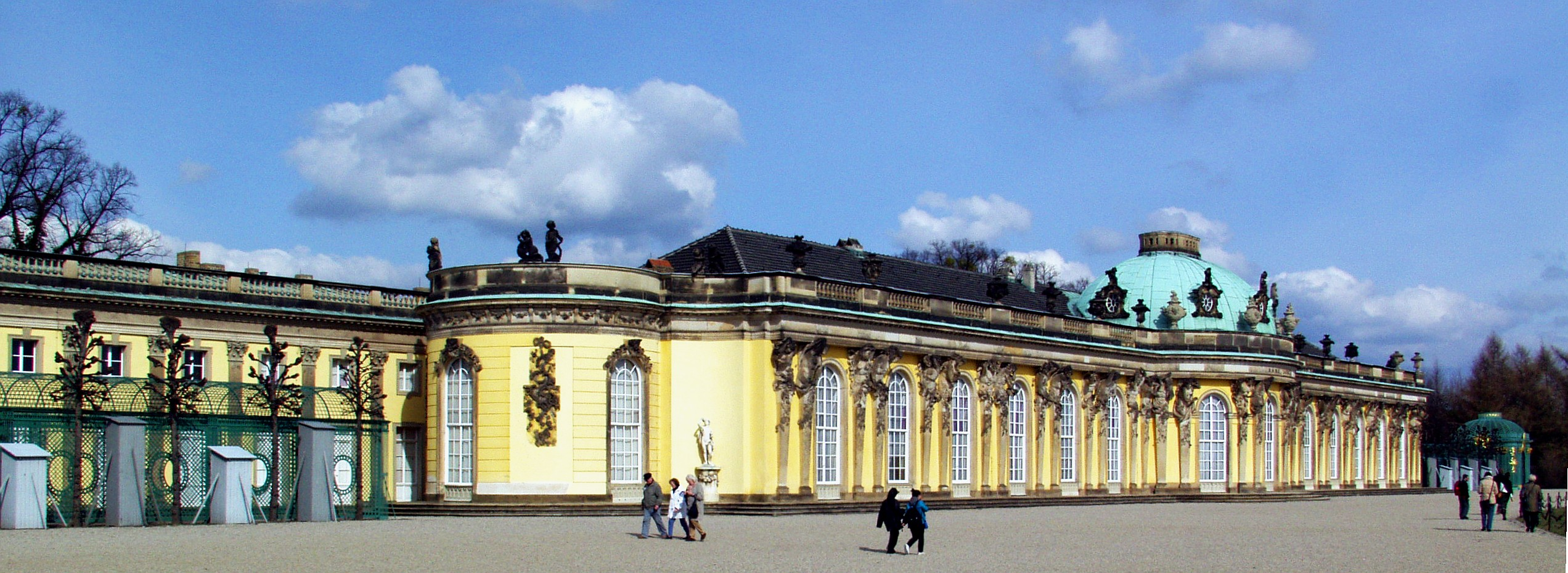
قصر Sanssouci .
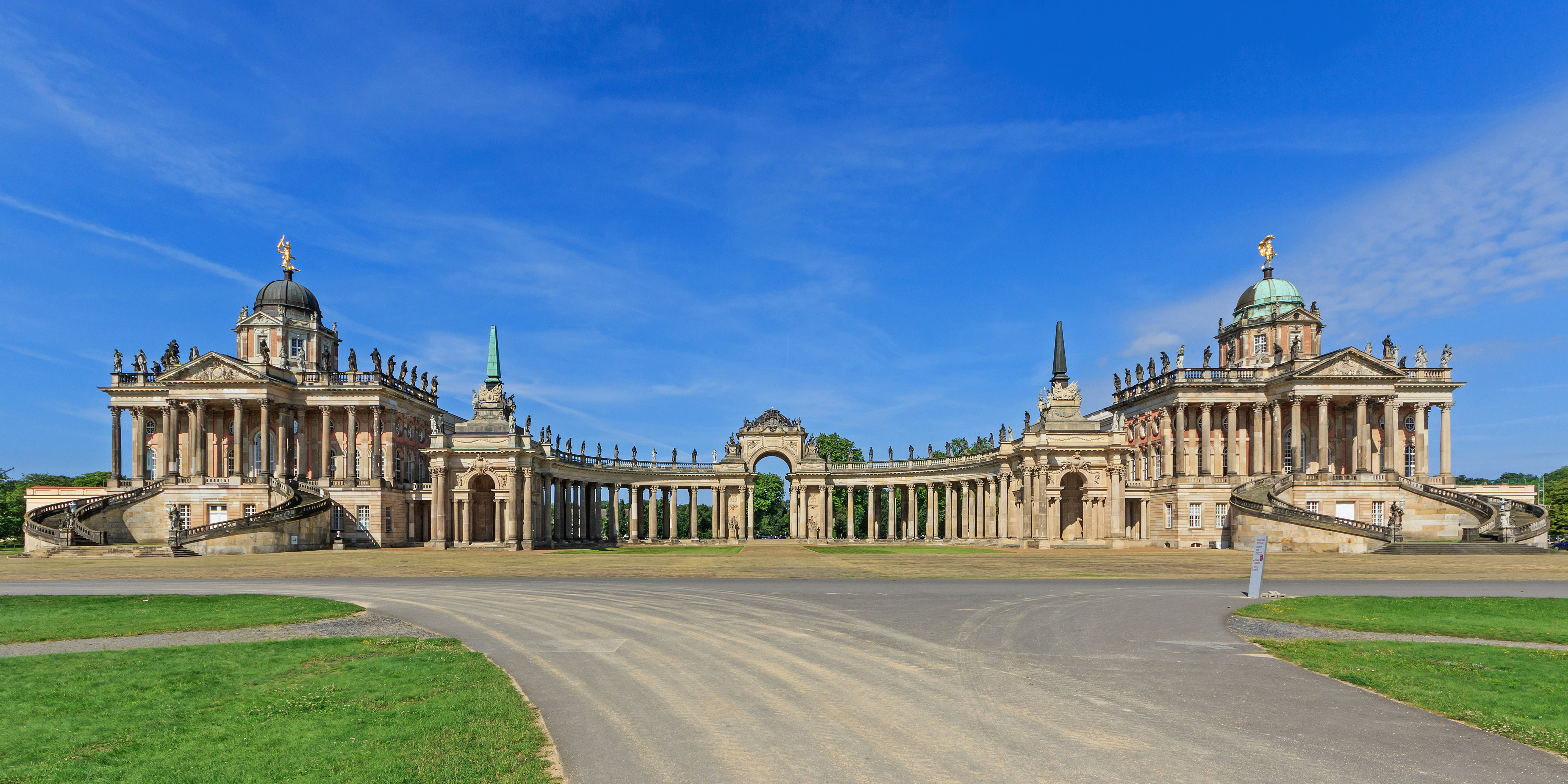
مبنى جامعة بوتسدام.
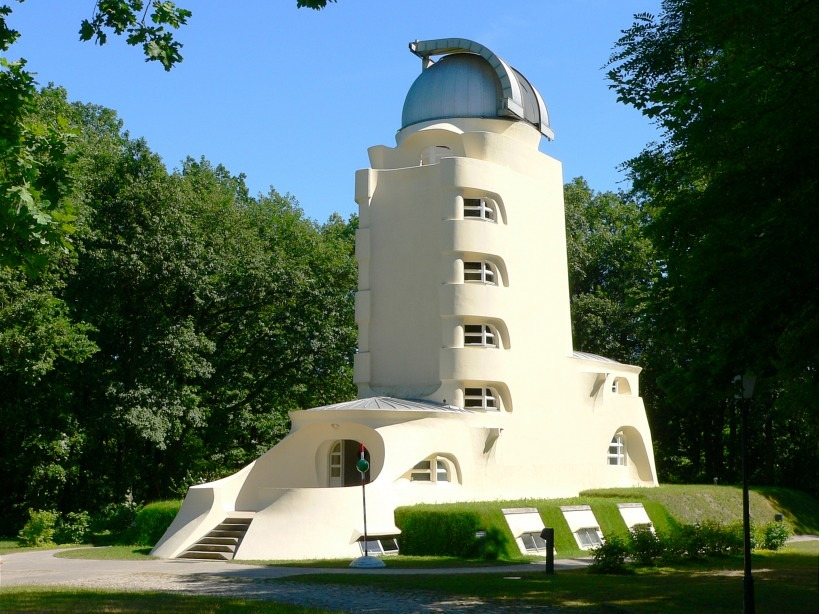
برج أينشتاين من عام 1921
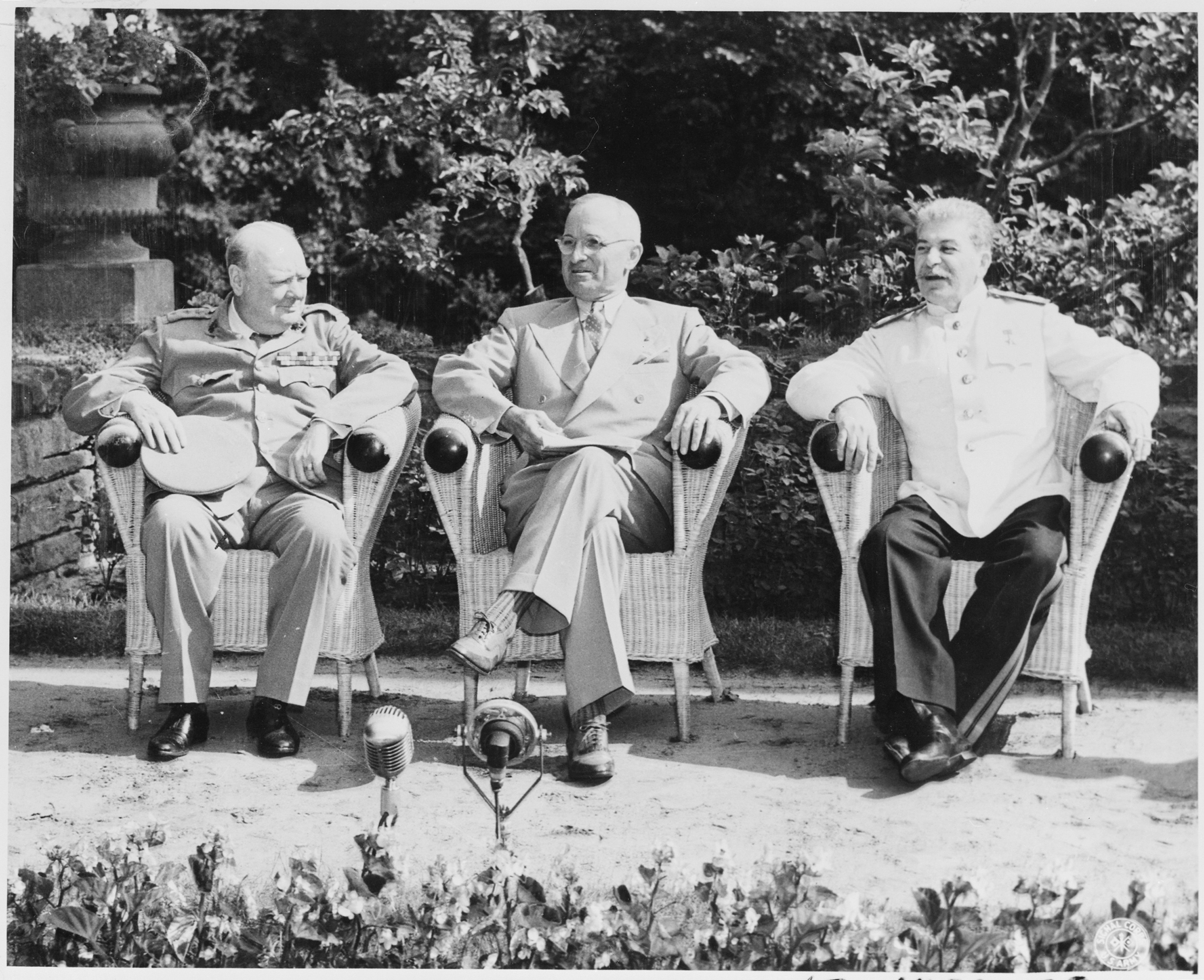
مؤتمر بوتسدام في قصر سيسيلين هوف "تشرشل" ،و "ترومان" و "ستالين". اجتماع الحلفاء عام 1945
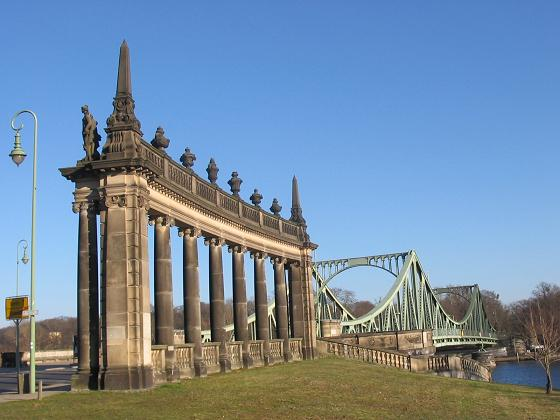
قنطرة "جلينيكه" ، كانت تستخدم لتبادل الجواسيس بين الشرق والغرب.
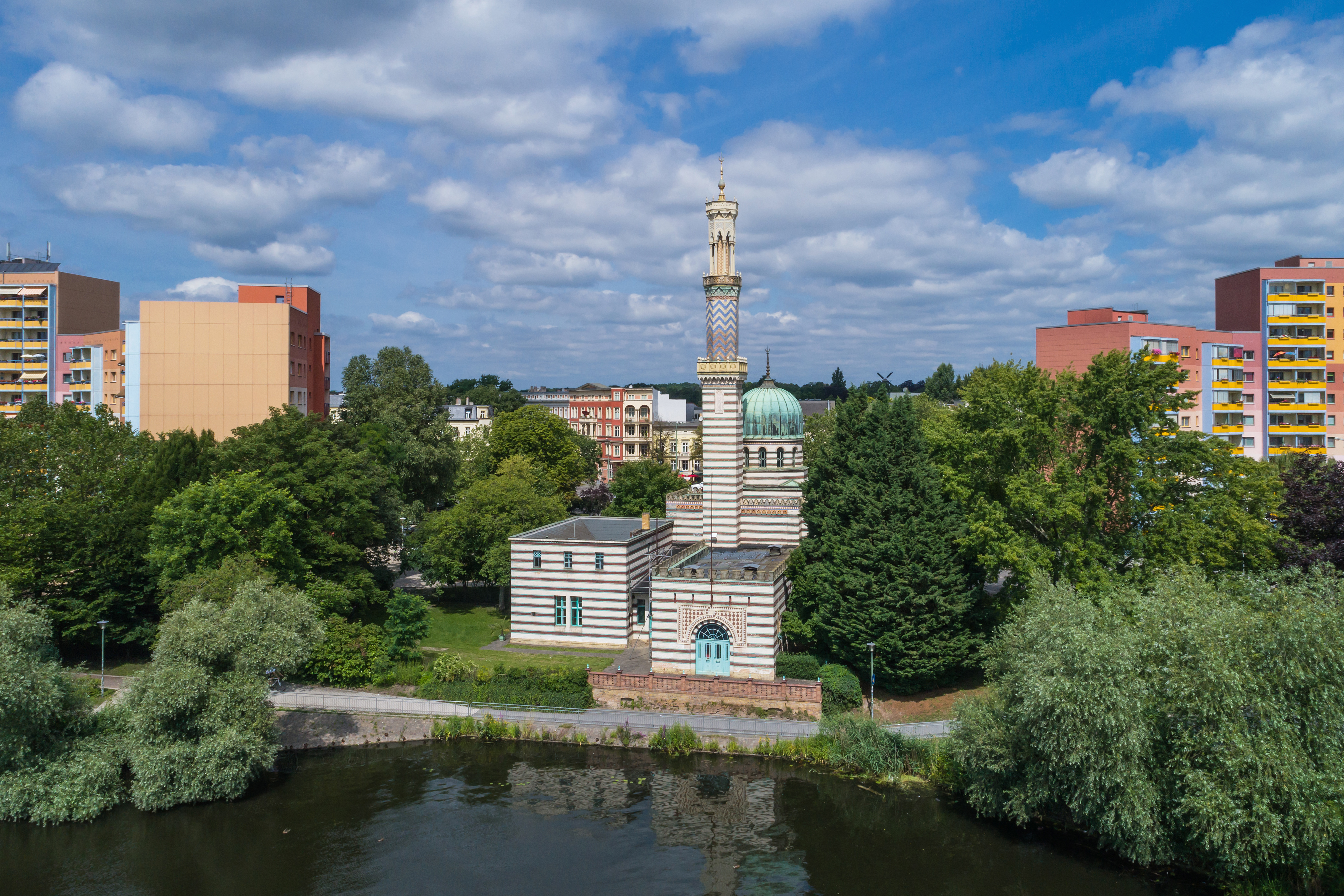
جامع بوتسدام من عام 1841
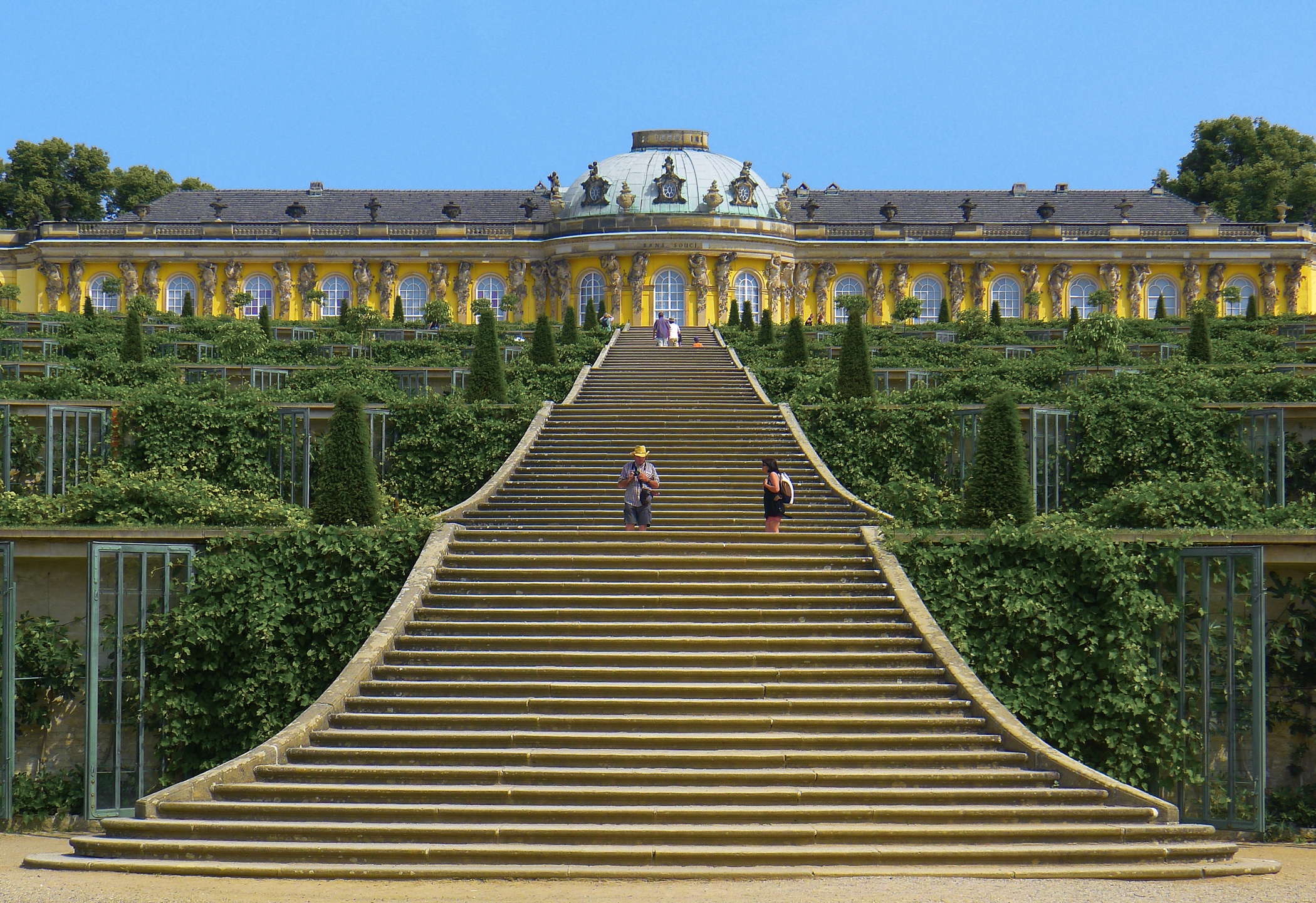
حديقة قصر سانسوسي .
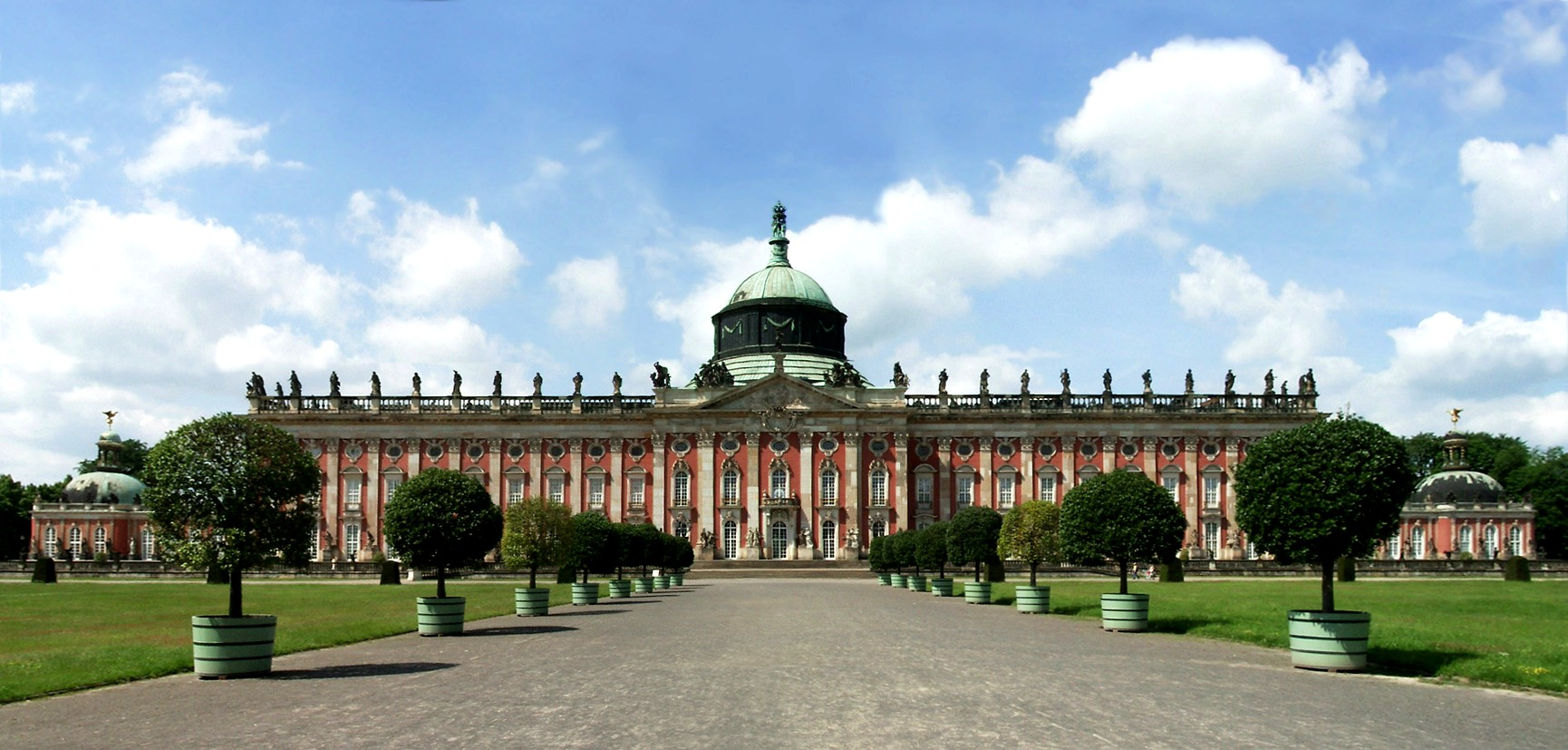
القصر الجديد في بوتسدام
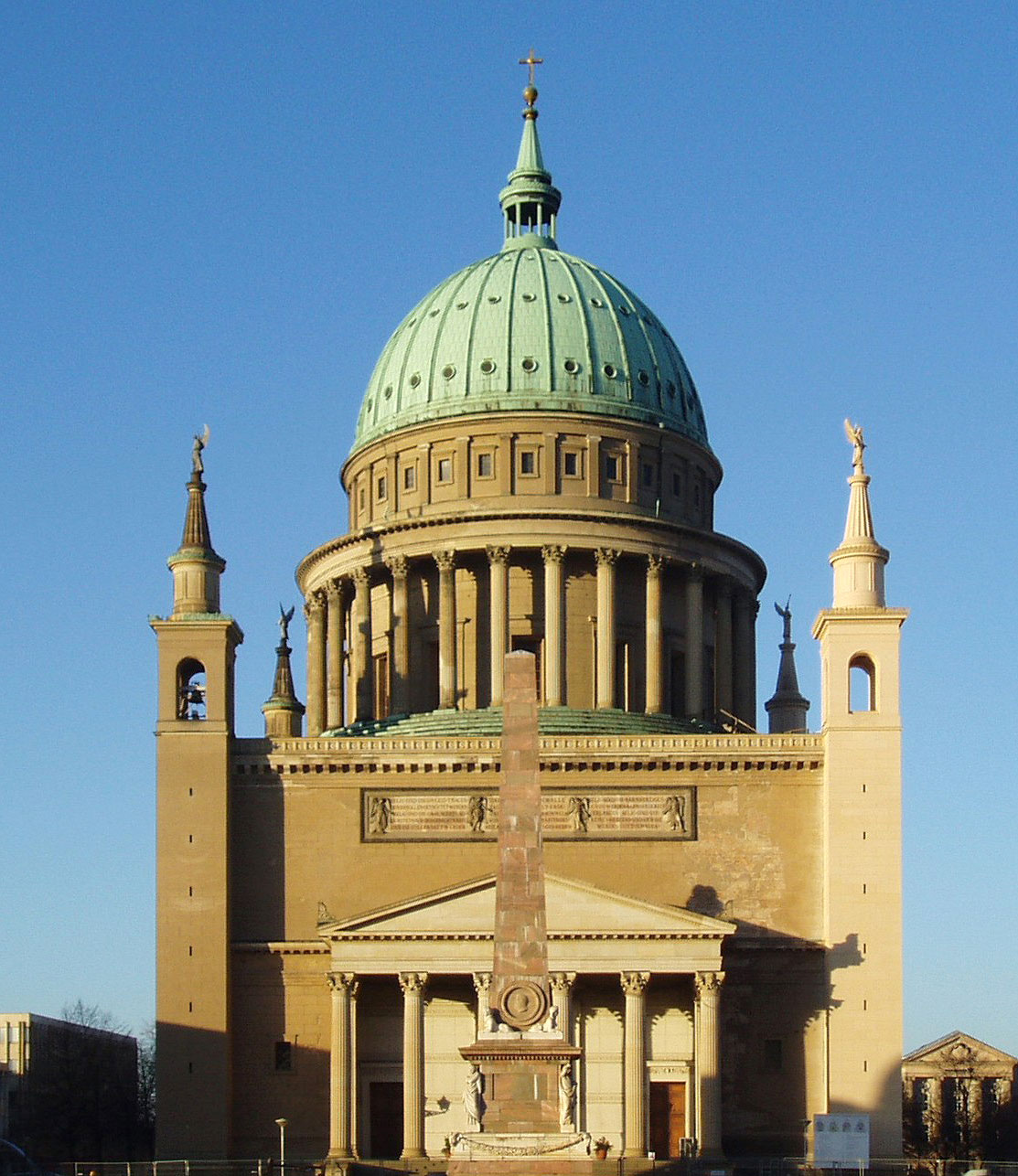
كنيسة سان نيكولاوس
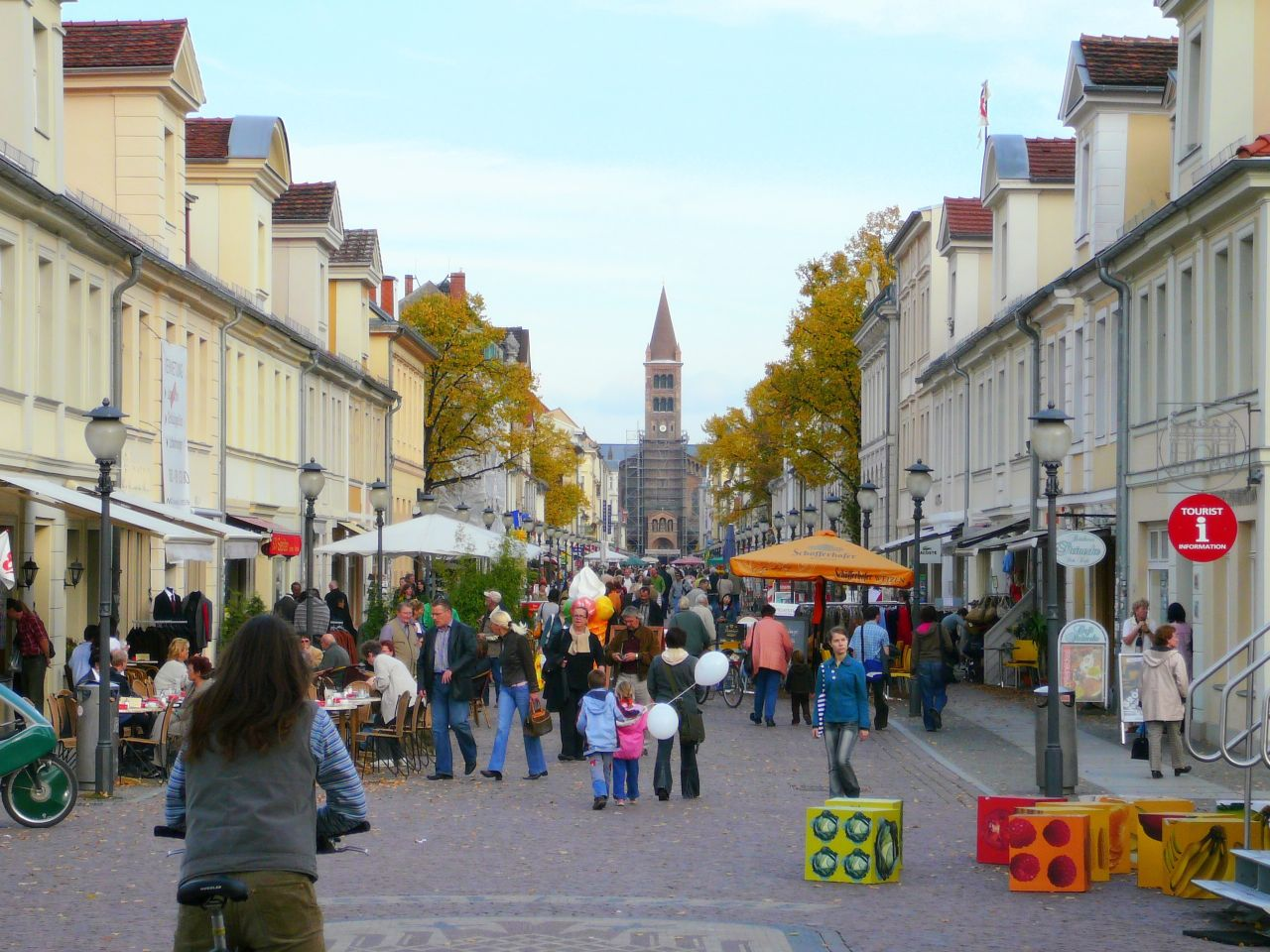
شارع براندنبورجر شتراسه
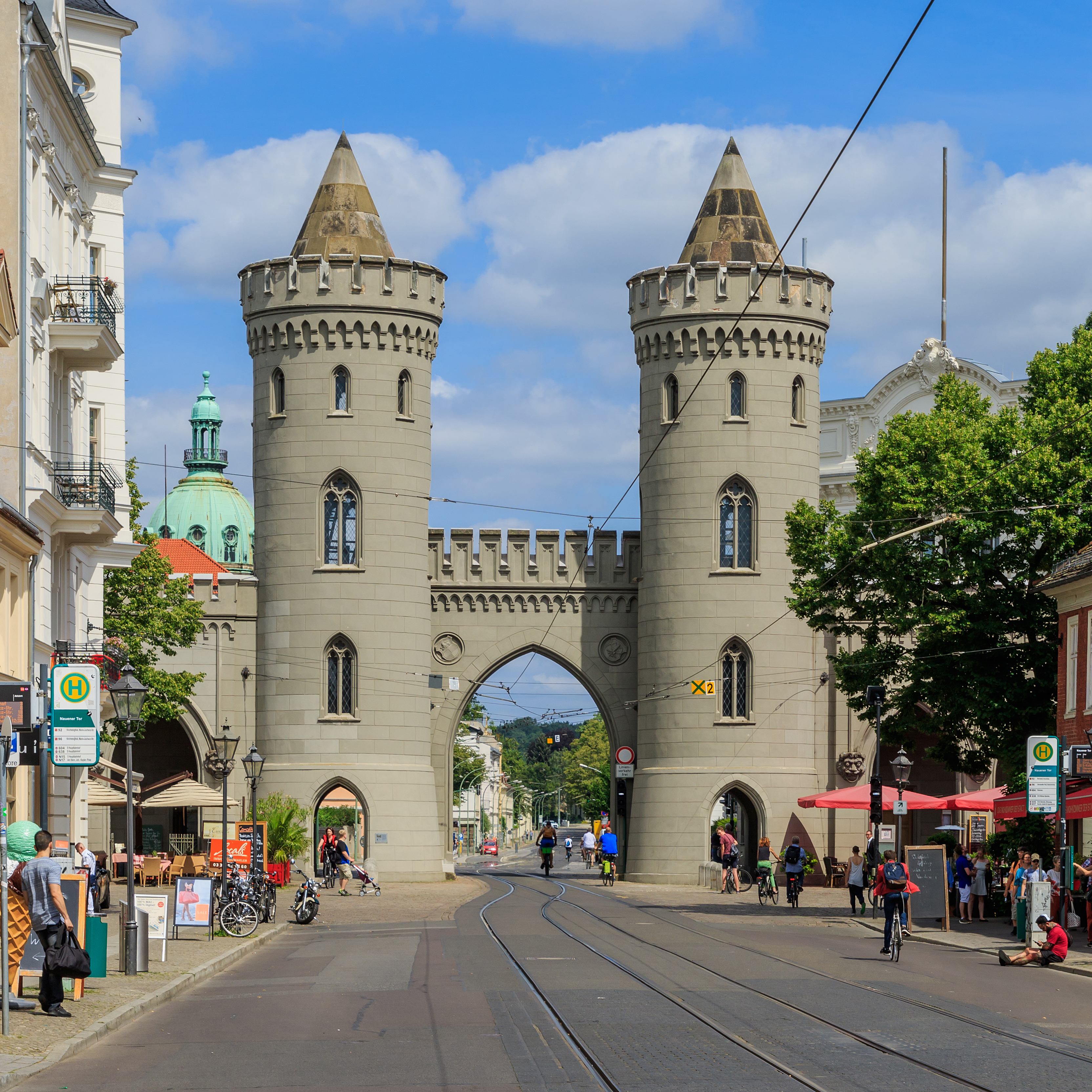
بوابة ناون
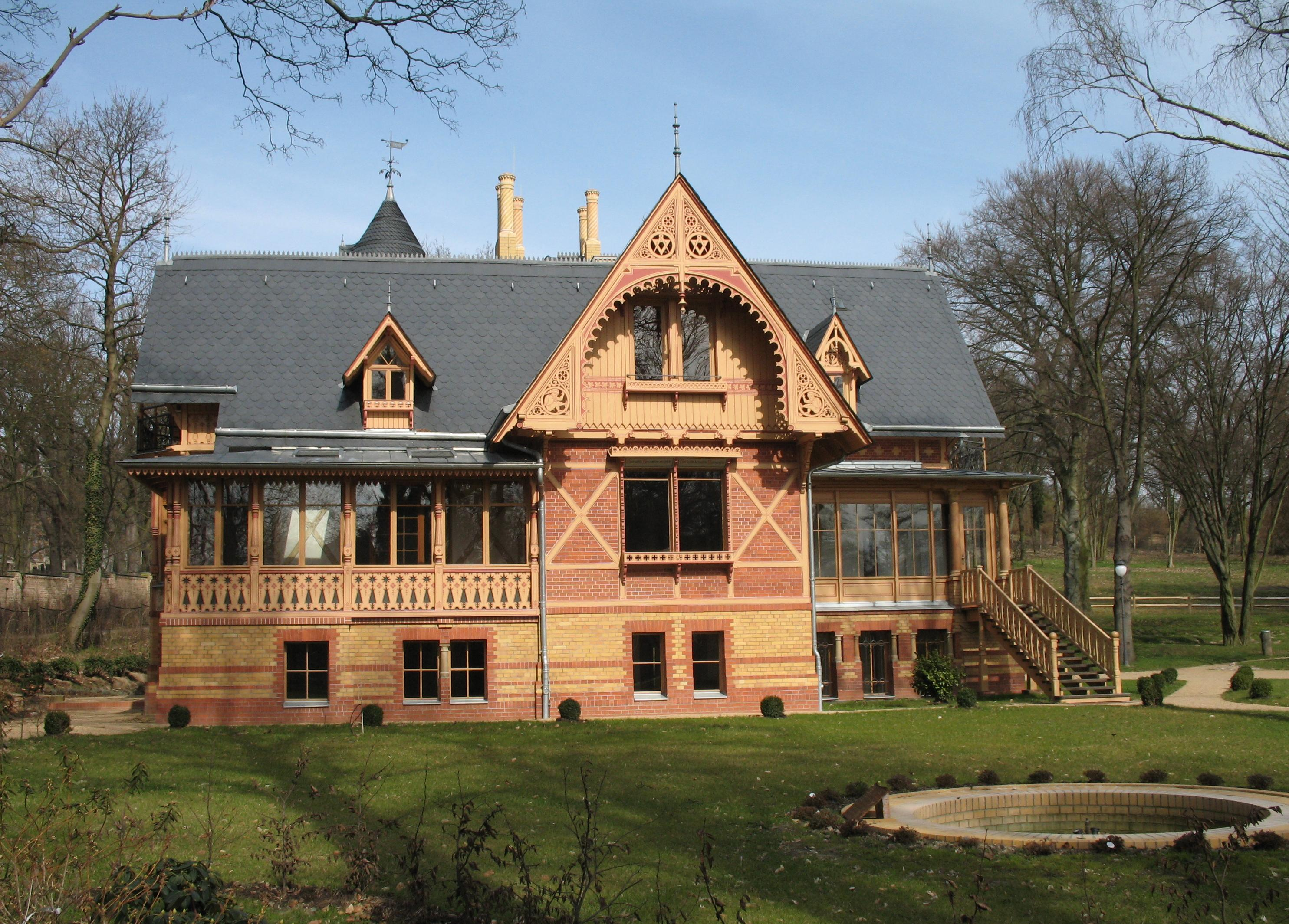
فيلا جيريكه
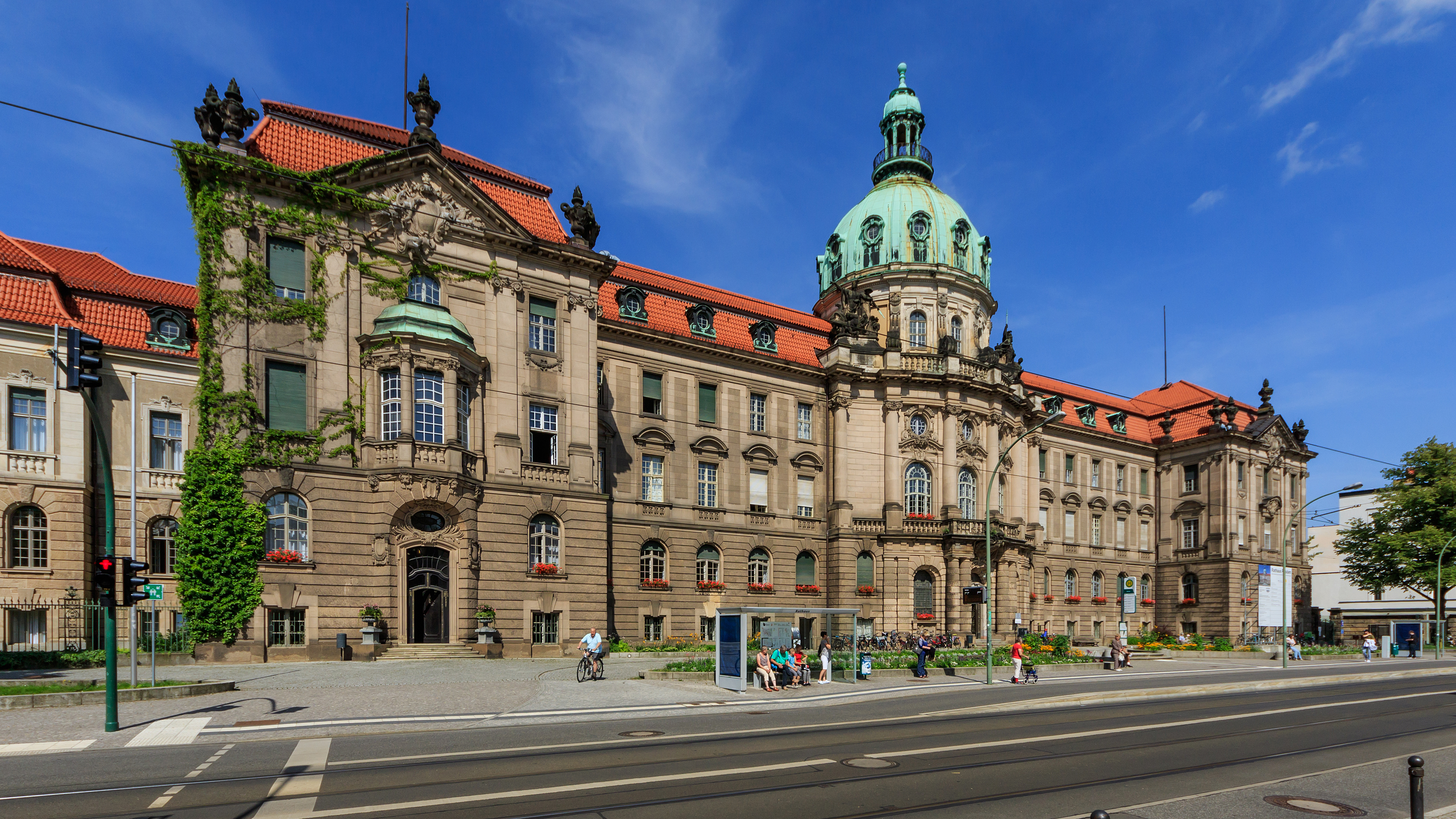
إدارة مدينة بوتسدام